# Rupert and the Frog Song
Rupert and the Frog Song (Nederlandse titel: Bruintje Beer gaat naar het Kikkerconcert) is een korte animatiefilm uit 1984, geschreven en bedacht door voormalig Beatles-ster Paul McCartney en gebaseerd op het Britse stripfiguur Bruintje Beer (Rupert). Het maken van de film begon in 1981 en eindigde in 1983.
De film werd in bioscopen uitgebracht als voorfilm op McCartney's hoofdfilm Give My Regards to Broad Street. In Nederland werd de animatiefilm ook in de bioscopen uitgezonden die de film vertoonden. In 1986 verscheen de film voor het eerst op de Nederlands televisie.
In Engeland bereikte de filmsoundtrack "We All Stand Together" de 3e plek in de UK Singles Chart. In Nederland kwam het nummer in januari 1985 binnen in de Top 40 en bleef daar acht weken. Tot op heden heeft het nummer, op het jaar 2000 na, elk jaar in de Nederlandse Top 2000 gestaan.

## Plot
Bruintje Beer (Rupert Bear) besluit op een dag om weer door de heuvels te lopen, zoals hij vaker doet. Zijn ouders zeggen hem gedag en wensen hem veel plezier op zijn tocht. Hij komt nog zijn vrienden Wim Das en Freddie Snuit tegen en vraagt of ze meegaan. Freddie heeft helaas geen tijd en Wim moet op zijn jongere broertje passen, daarom gaat Bruintje alleen verder. 
Na een tijdje door de heuvels gelopen te hebben, besluit hij boven op een heuvel uit te rusten tegen de stam van een grote eikenboom en geniet van het uitzicht over het landschap. Een vlinder landt bij hem en bekijkt hem nieuwsgierig aan en Bruintje merkt dat op. Plotseling vliegt de vlinder weg en blijkt dat de takken van de boom geen bladeren bevatten, maar vol zitten met vlinders die allemaal tegelijk wegvliegen. Door de vele kleuren veroorzaken ze een regenboog die Bruintjes aandacht trekt. De vlinders vliegen naar een groep rotsen en Bruintje besluit ze te volgen. 
Ondertussen hebben een witte uil en twee zwarte katten alles gezien en besluiten ze om Bruintje te volgen om te kijken of hij ze naar iets toe leidt voor eigen gewin.
Boven aan de rotsen vindt Bruintje een groot aantal aan verschillende soorten kikkers, die vluchten zodra ze hem zien. Hij gaat ze achterna en vindt achter de waterval een verborgen grot. 
Binnen in de grot staat een paal met drie waarschuwingsborden met de waarschuwingen: "Alleen Kikkers toegelaten na dit punt", "Alles, behalve kikkers, moeten aangelijnd zijn" en "Kikker bewakers actief!".
Bruintje loopt stiekem door en wordt bijna betrapt door de kikker bewakers. Hij verstopt zich in een bosje varens om niet gezien te worden. Hij hoort een jonge kikker aan zijn vader vragen wanneer het concert begint. De geïrriteerde vader waarschuwt zijn zoon stil te zijn en legt uit dat dit kikker concert maar eens om de paar eeuwen plaatsvindt en dat alle soorten kikker in alle kleuren, vormen en maten bij elkaar komen. 
Daarna begint het concert en zingen alle kikkers het lied "We All Stand Together" (samen staan we sterk).
Bruintje bekijkt het hele concert vol met verbazing en verwondering. Enkel de insecten die voor muzikale begeleiding zorgen weten dat hij aanwezig is, maar laten hem met rust. Ondertussen zijn echter de witte uil en de twee zwarte katten die Bruintje achtervolgde om de geheime locatie van de kikkers te vinden, ook gearriveerd. De katten willen aanvallen, maar de uil laat ze weten te wachten tot het juiste moment. Aan het eind van de lied rijzen de Kikkerkoning en -koningin uit het water om het nummer af te sluiten. Er volgt een enorm applaus van de kikkers.
In dit moment van afleiding en lawaai besluit de Witte Uil om de aanval in te zetten en vliegt op het koningspaar af om ze te vangen.
Bruintje ziet dit gebeuren en springt uit zijn schuilplaats om de koning en koningin te waarschuwen. Dankzij zijn waarschuwing kan het koningspaar en alle andere kikker op tijd ontsnappen aan de uil en de katten. De Uil en de katten druipen af en Bruintje is dan helemaal alleen in het paleis. Dan hoort hij zijn moeder zijn naam roepen en rent hij snel en enthousiast terug naar huis. Thuis vertelt hij alles aan zijn ouders over wat hij gezien en beleefd heeft.

## Cast
Van de film is geen Nederlandse nasynchronisatie. 
De originele cast is:
| Acteur         | Personage                                                   |
| -------------- | ----------------------------------------------------------- |
| Paul McCartney | Bruintje Beer, Wim Das, Jonge Kikker, zang                  |
| Windsor Davies | Meneer Beer (Bruintje's vader), Freddie Snuit, Vader Kikker |
| June Whitfield | Mevrouw Beer (Bruintje's moeder)                            |

## Productie en uitgave
Paul McCartney kreeg het idee voor een film over Bruintje Beer aan het begin van de jaren '70 toen hij met zijn bedrijf, McCartney Productions Ltd., de rechten voor een film over het personage en bijbehorende personages kocht. Deze kocht hij een dag na het uiteenvallen van de Beatles. Een van McCartney's eerste nummers na het uiteenvallen, Little Lamb Dragonfly, uit 1973 was bedoeld voor deze film. Uiteindelijk door de vele tijd en geldgebrek besloot McCartney het project grotendeels te schrappen en het te houden op een korte film met een videoclip voor het nummer 'We all stand together'. 
Het verhaal en de muziek voor deze langere film zijn later in 1990 alsnog uitgegeven op een cd waarin McCartney het verhaal vertelt en de nummers zingt.
Het uiteindelijke eindresultaat en het bijbehorende nummer zijn geïnspireerd op een boek van Bruintje Beer (The Rupert Annual 1958, geschreven en getekend door Alfred Bestall) waarin het koor met de kikkers op de binnencover staat en een van de verhalen gaat over de ontmoeting tussen een kikkerkoning en Bruintje Beer.
De video werd gelijktijdig met de single uitgebracht en werd de best verkochte video van 1985 in Groot-Brittannië. 
In 2004 werd de film opnieuw uitgegeven ter gelegenheid van diens 20e jubileum op dvd met de titel 'Tales of Wonder Music and Animation' en/of 'Paul McCartney's Music & Animation Collection. Twee andere korte animatiefilms die ook geschreven zijn door McCartney en geregisseerd zijn door Geoff Dunbar zitten hierbij inbegrepen. 
Op de dvd is een speciale, nieuwe opening toegevoegd van McCartney die in een oude kinderkamer vol met Rupert (Bruintje Beer) merchandise zit en een oude speelgoeddoos opent. In de doos zitten oude boeken en McCartney haalt er een Bruintje Beer boek uit. Hij blaast de stof ervan af, slaat het boek open en onthult dat het zijn eigen boek is uit zijn jeugd, met zijn ouderlijk adres erin geschreven. De pagina wordt omgeslagen en gaat dan over in de opening van de film. Deze clip was eerder al uitgegeven als opening voor de videoclip voor het nummer "We All Stand Together". 
De clips en de film zijn voor de dvd bewerkt tot een 1.85:1 scherm, zoals de film ook in de bioscopen werd uitgezonden.
In een interview vertelde McCartney dat hij de rol van Rupert op zich heeft genomen nadat hij meerdere kind acteurs auditie had laten doen voor de rol. Het probleem was dat de kinderen Rupert's naam niet goed konden uitspreken, waardoor de R in een W veranderde. Daarom besloot McCartney zelf maar de rol van Rupert op zich te nemen.
De film werd ononderbroken afgespeeld in het Canterbury Museum in Canterbury, Engeland op de Bruintje Beer-afdeling (Rupert Museum) tot de sluiting van het museum in januari 2018.
McCartney publiceerde op 8 november 2020, de dag dat Bruintje Beer zijn 100ste jubileum vierde, een gerestaureerde versie in HD kwaliteit van de film op zijn officiële YouTube kanaal. Geoff Dunbar heeft de opgeknapte versie van de film ook op zich genomen.